# Presa Abelardo L. Rodríguez
Las presas Abelardo L. Rodríguez son obras de infraestructura hidráulica que se encuentran ubicadas, una en la ciudad de Tijuana, Baja California, y la otra en la ciudad de Hermosillo Sonora. 

## Tijuana
En el año 1927 fue concebido el proyecto que dio origen a la presa, la cual tenía el objetivo de aprovechar los escurrimientos pluviales de la zona, con fines agrícolas. El 27 de febrero de 1928, Abelardo L. Rodríguez, entonces gobernador del Distrito Norte de la Baja California firmó el contrato para la ejecución de la obra con la empresa estadounidense Ambursen Dam Company. La presa se construyó en cercanías del área que por entonces ocupaba Tijuana, con el objetivo de captar el agua derramada de los cerros de alrededor. El almacenamiento de agua en la presa ya construida inició en 1936, y en 1937 el distrito de riego fue entregado al Banco Nacional de Crédito Agrícola para su administración. A partir de 1949, la presa pasó a estar a cargo de la Secretaría de Recursos Hidráulicos.

### Delegación La Presa
Una de las nueve delegaciones que conforman Tijuana, y cuyo origen está relacionado con la construcción de la presa, debido a que algunos de sus trabajadores construyeron viviendas para ellos en los alrededores de la presa. Durante los primeros años de la construcción, los trabajadores se alojaban en carpas dispuestas para tal fin.

## Hermosillo
El 5 de abril de 1948 el gobernador Abelardo L. Rodríguez, inauguró la presa que a la postre llevaría su nombre, con la presencia del presidente de la república, Miguel Alemán Valdés en las inmediaciones y oriente de la Ciudad de Hermosillo Sonora, lugar que ahora desemboca el río Sonora y el Río San Miguel, y que antes fluía libremente por el Vado del Río y sus aguas eran aprovechadas en zona agrícola “La Costa de Hermosillo” e incluso en Bahía de Kino. El nivel de aguas máximas ordinarias (NAMO) es de 284.470 hectómetros cúbicos, la altura de su cortina es de 36 metros y un bordo libre de 3 mil 200 metros. 
Primeramente, se pensaba construir la presa en El Molinito, pero la idea cambió cuando se dieron cuenta de que las aguas del Río San Miguel debían aprovecharse y se decidió edificarla en la unión de ambos.
El propósito de esa presa era utilizar sus aguas para regar las tierras aguas abajo y cercanas a la ciudad, no en la Costa de Hermosillo, sino tierras cercanas, esos ejidos al área sur del Vado del Río. El primer año la presa ni siquiera se llenó, estaba a la mitad, la idea era cultivar 15 mil hectáreas y solo se regaron 8 mil hectáreas de agua”.
En 1979, 1983, y 1984, la presa se llenó inclusive se desbordó ése año, por lo que posteriormente se pavimentó el cauce denominado Vado el Río, ya que era imposible cruzar al norte del país en ésos momentos. En 1994, se volvió a desbordar, pero ya fluyó el exceso por el vado pavimentado. Adicionalmente, en 1991, se construyó la presa el molinito para prever futuros almacenamientos y aprovechar los escurrimientos, sin tener que desperdiciar los excesos pluviales. En 2021 tenía 0% de almacenamiento de agua. En 2022 estaba cerca de os límites máximos de almacenamiento.